# クラッキングライフ
『クラッキングライフ』は、2014年1月11日公開の日本映画。

## 概要
中学時代にいじめられてから引きこもってしまった青年が、インターネットの動画サイトを通じ、いじめっ子と再会し、対峙していく様を描く。

インターネットをめぐる犯罪が社会問題化している、今の日本をリアルに切り取った。

2014年1月11日、東京・下北沢トリウッドにて上映。2014年2月25日より、ゆうばり国際ファンタスティック映画祭2014にて上映された。

## ストーリー
中学時代のいじめの影響により引きこもる日々を送る19歳の康平。

ある日偶然いじめの張本人であった裕之を、インターネットの動画サイトで見つける。 街中で喧嘩している人々を勝手に撮影し、インターネット上にその模様を投稿していた。

復讐のため、康平は裕之との接触を試みるが…

## キャスト
- 西村賢人[1][2][3][4]
- 守屋和祐[1][2][3][4]
- さとう珠緒[1][2][3][4]
- アラキマキヒコ[1][2][3][4]
- 佐野号[2][3][4]
- Zackie☆彡[2][3][4]

## スタッフ
- 監督・脚本・編集 - 中川究矢[1][5][6][7]
- プロデューサー - 藤盛健一・平林龍雄[5][6][7]
- 撮影 - 和島俊宏[5][6][7]
- 美術 - 田中佑佳[5][6][7]
- 録音 -  田辺正晴[5][6][7]
- 照明 - 加藤学[5][6][7]
- スタイリスト - 鈴木里菜[5][6][7]
- ヘアメイク - 須見有樹子[5][6][7]
- 助監督 - 滝野弘仁[5][6][7]
- VFX・ガンエフェクト - 遊佐和寿[5][6][7]